# Pierre Combescot
Pierre Combescot, född 9 januari 1940 i Limoges, död 27 juni 2017 i Paris, var en fransk journalist och författare. Han arbetade för den satiriska veckotidningen Le Canard Enchaîné under pseudonymen Luc Décygnes, och som kolumnist i Paris Match.
Combescot mottog Medicispriset 1986 för Funérailles de la Sardine och Goncourtpriset 1991 för Les filles du Calvaire. Han har även fått prins Pierre av Monacos pris för sin livsgärning.
Hans första bok var en biografi över Ludvig II av Bayern, 1974.